# Palazzo Mastelli del Cammello

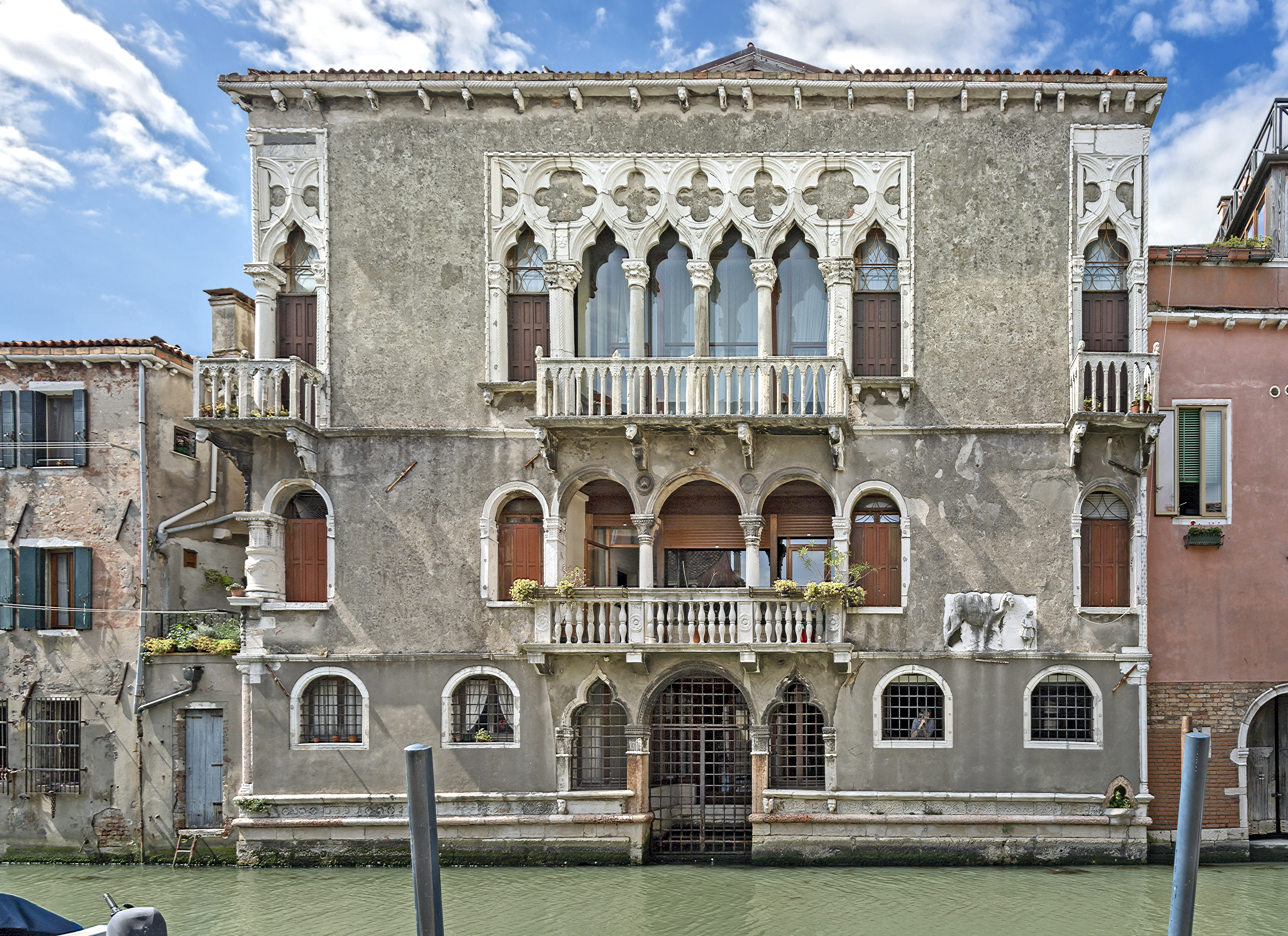
Palazzi Mastelli del Cammello, Fassade zum Rio Madonna dell’Orto

Palazzo Mastelli del Cammello ist ein Palast in Venedig in der italienischen Region Venetien. Er liegt im Sestiere Cannaregio mit Blick auf den Rio Madonna dell’Orto und den Campo dei Mori in der Nähe der Kirche Madonna dell’Orto.

## Geschichte
Dieses Anwesen gehörte einst den drei Brüdern Rioba, Sandi und Afani, die im Jahre 1112 aus dem Peloponnes nach Venedig kamen und dort Handel trieben. Später nahmen sie den Familiennamen Mastelli an. Traditionell werden sie mit vier Statuen von drei Mauren und ihrem Diener auf dem Campo dei Mori in Verbindung gebracht. Der Bau des ersten Palastes geht auf das 12. Jahrhundert zurück; das heutige frühgotische Gebäude stammt aus dem 14. Jahrhundert. Nach Aussterben der Familie Mastelli ging der Palast an die Prezzatos über.

## Beschreibung
Das Gebäude hat drei Vollgeschosse, die der Fassade zum Rio Madonna dell’Orto ist im Wesentlichen symmetrisch. In der Mitte des Erdgeschosses liegt ein Rundbogenportal zum Wasser, flankiert von zwei Dreipassfenstern, die jeweils zu beiden Seiten Halbsäulen besitzen. Auf beiden Seiten sind je ein Paar Korbbogenfenster angebracht. Alle diese Öffnungen sind vergittert. Ganz auf der rechten Seite unten gibt es einen kleinen Brunnen für Leute, die dort mit dem Boot vorbeikommen.

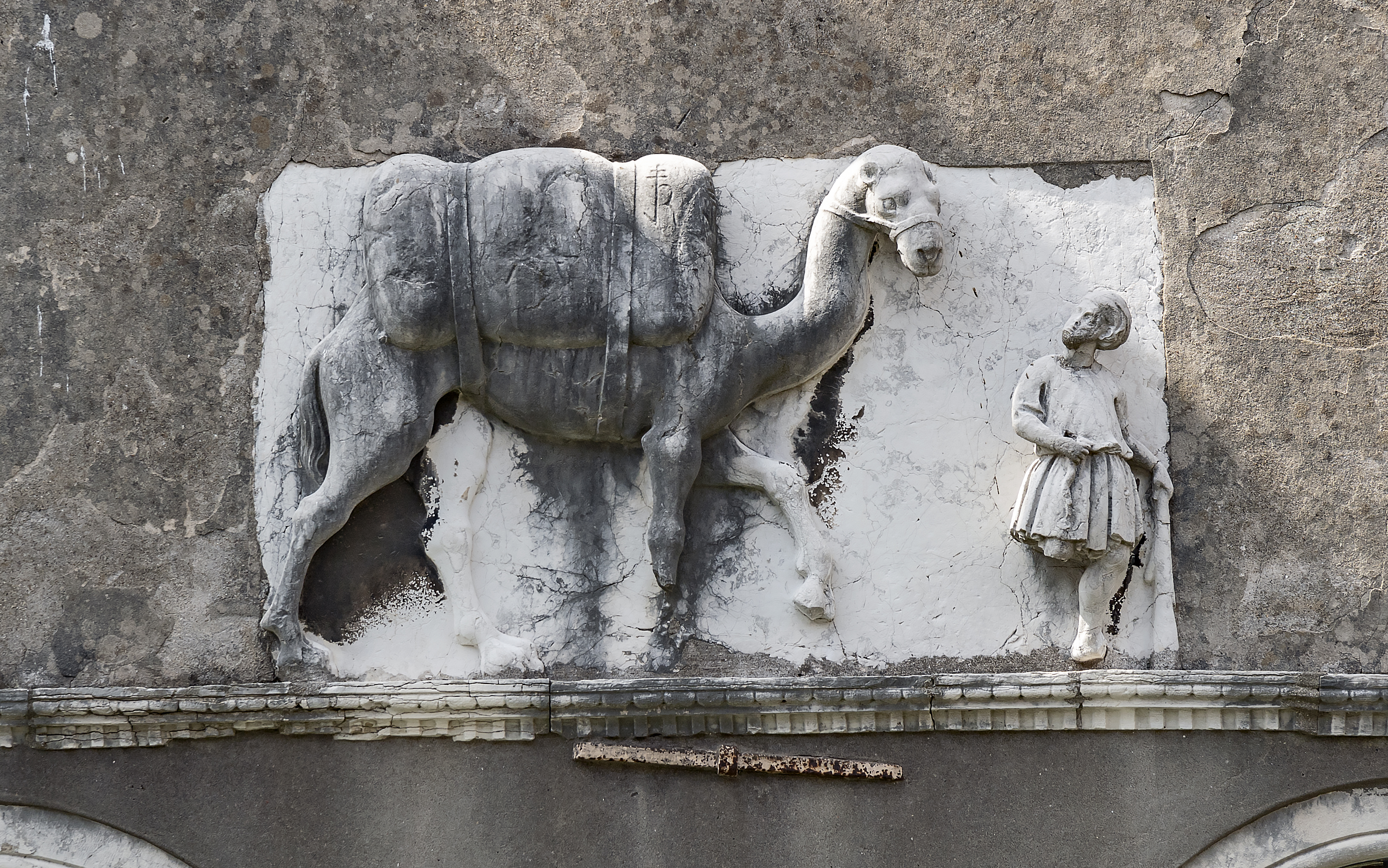

Im ersten Hauptgeschoss liegt über dem Portal ein Dreifach-Rundbogenfenster, dessen einzelne Fenster mit dorische Säulen voneinander getrennt sind. Vor ihnen liegt ein vorspringender Balkon mit Balustern, getragen von vier einfachen Konsolen. Flankiert wird dieses Dreifachfenster von zwei Paaren einfacher Rundbogenfenster zwischen Halbsäulen. Das äußerste, linke Fenster hat an der linken Seite anstatt der Halbsäule eine dicke Dreiviertelsäule mit Reliefen, die um die Gebäudeecke greift. Auf der rechten Seite sitzt zwischen den beiden Einzelfenstern das Halbrelief eines Kamels mit seinem Führer.
Das zweite, sehr viel höhere Hauptgeschoss ist mit Fenstern nach demselben Muster ausgestattet. Allerdings sitzt in der Mitte ein Vierfachfenster. Alle Fenster haben Dreipassbögen mit je zwei halben Vierpässen darüber. Die einzelnen Fenster des mittleren Vierfachfensters sind durch dorische Säulen voneinander getrennt, die äußeren Fenster haben wiederum Halbsäulen; die linke des äußersten linken Fensters ist wiederum durch eine Dreiviertelsäule ersetzt. Vor dem Vierfachfenster und den beiden äußeren Einzelfenstern liegen, wie im ersten Hauptgeschoss vorspringende Balkone, der Geländer anstatt aus Balustern aus Dreipassbögen bestehen. Die Konsolen der Balkone sind aufwändiger als im ersten Hauptgeschoss und tragen Tierköpfe. Der Balkon des äußersten linken Fensters greift ebenfalls um die Gebäudeecke.
Die Dachtraufe wird ebenfalls durch kleine Konsolen mit Tierköpfen getragen. Auf dem Dach befindet sich in der Mitte eine große Dachgaube. Fenster- und Türrahmen, Balkone mit Konsolen, Balustern und Dreipässen, sowie die Dachtraufe mit Konsolen und das Relief des Kamels sind aus istrischem Kalkstein gefertigt; die Fassade ist verputzt und graubraun gestrichen.

## Galerie

Detailfotografien des Palazzo Mastelli von Paolo Monti, 1969
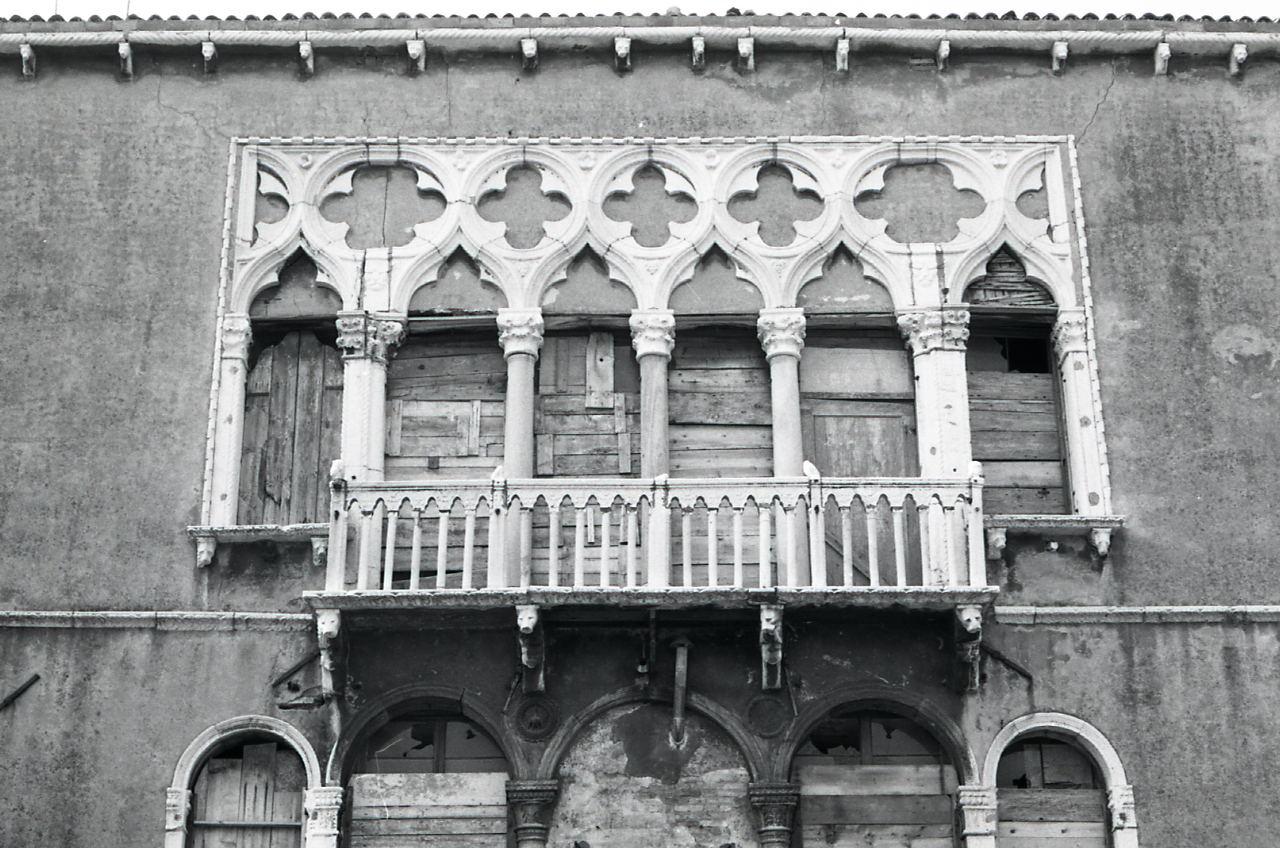
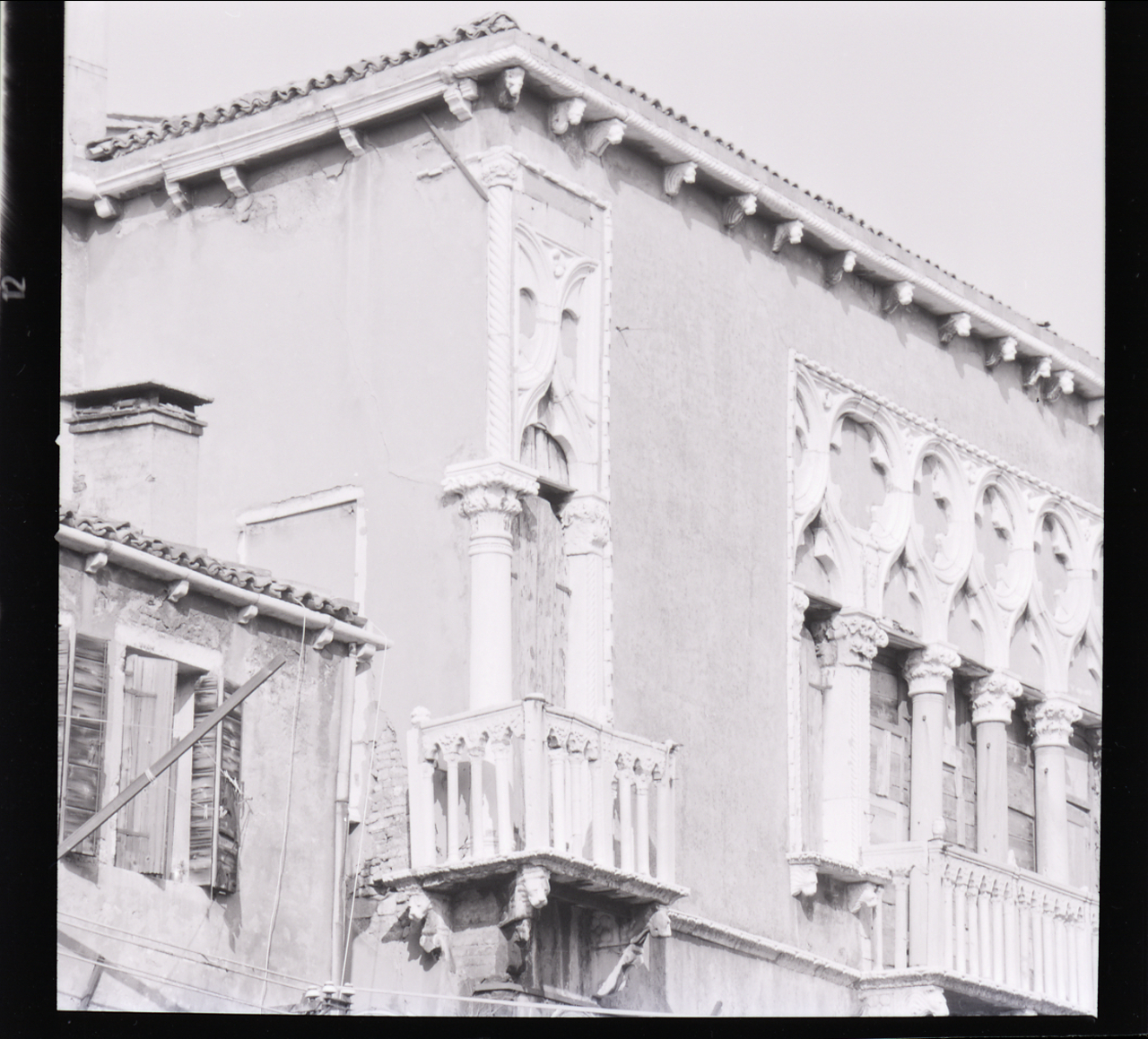
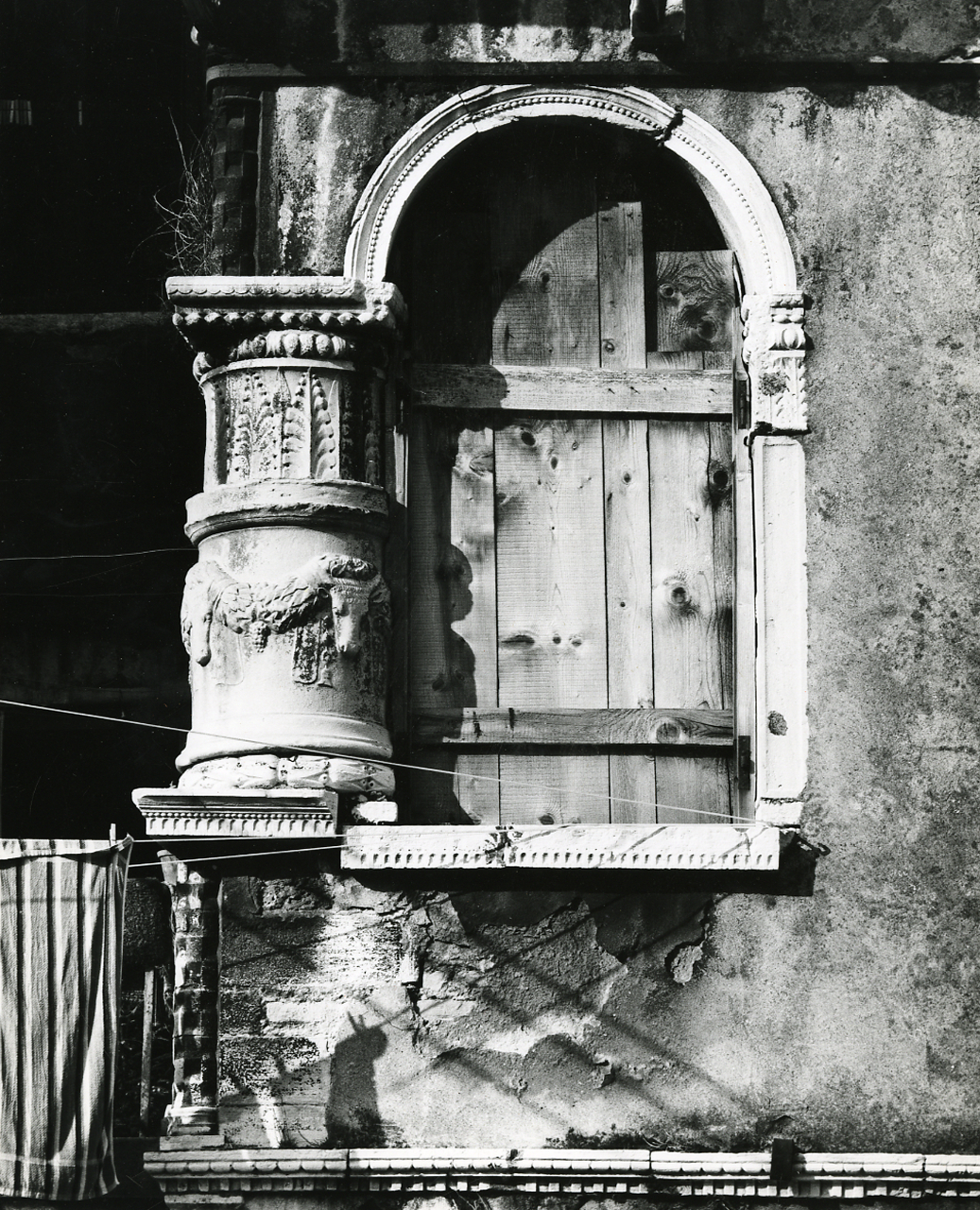

Campo dei Mori
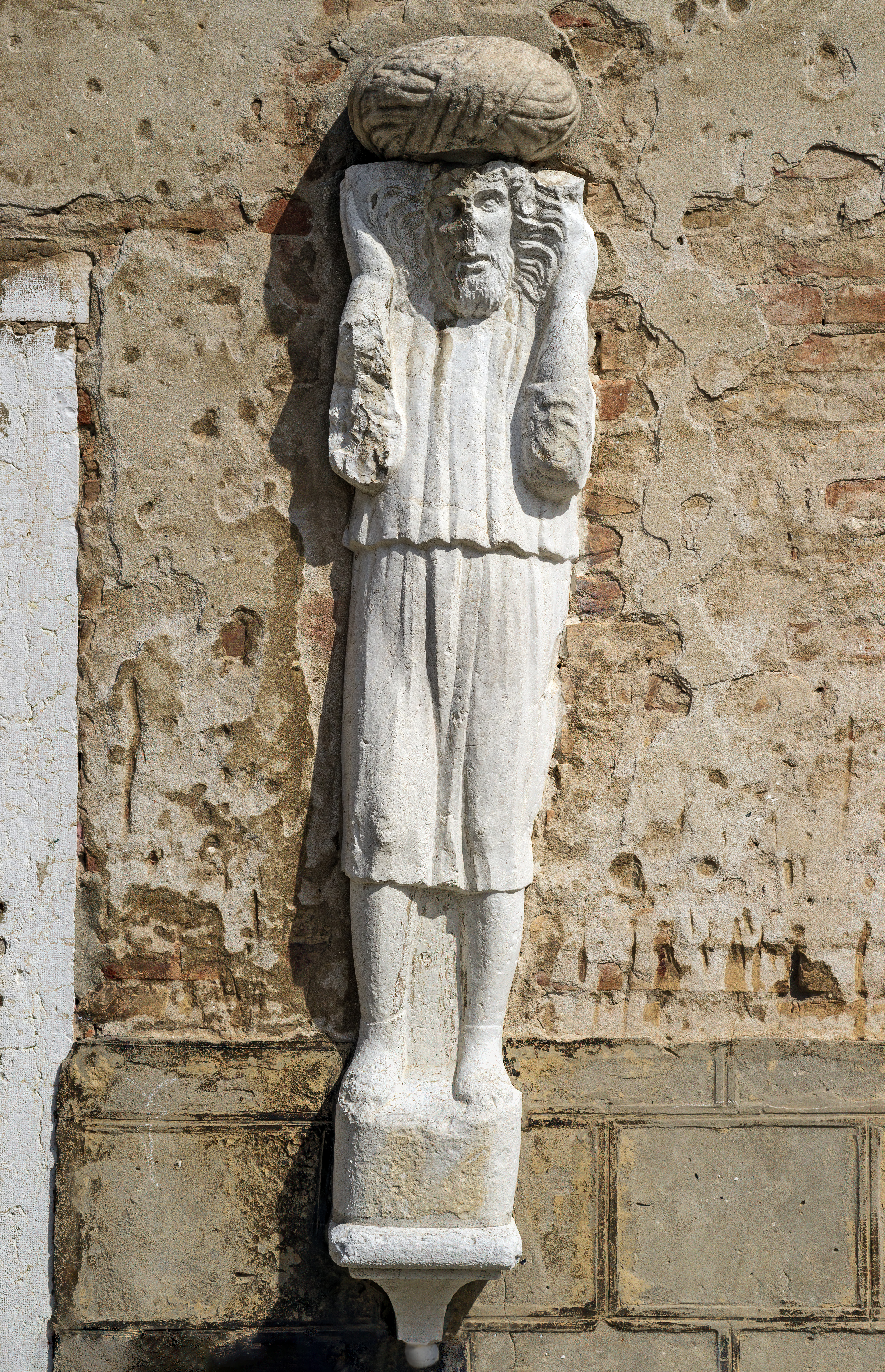
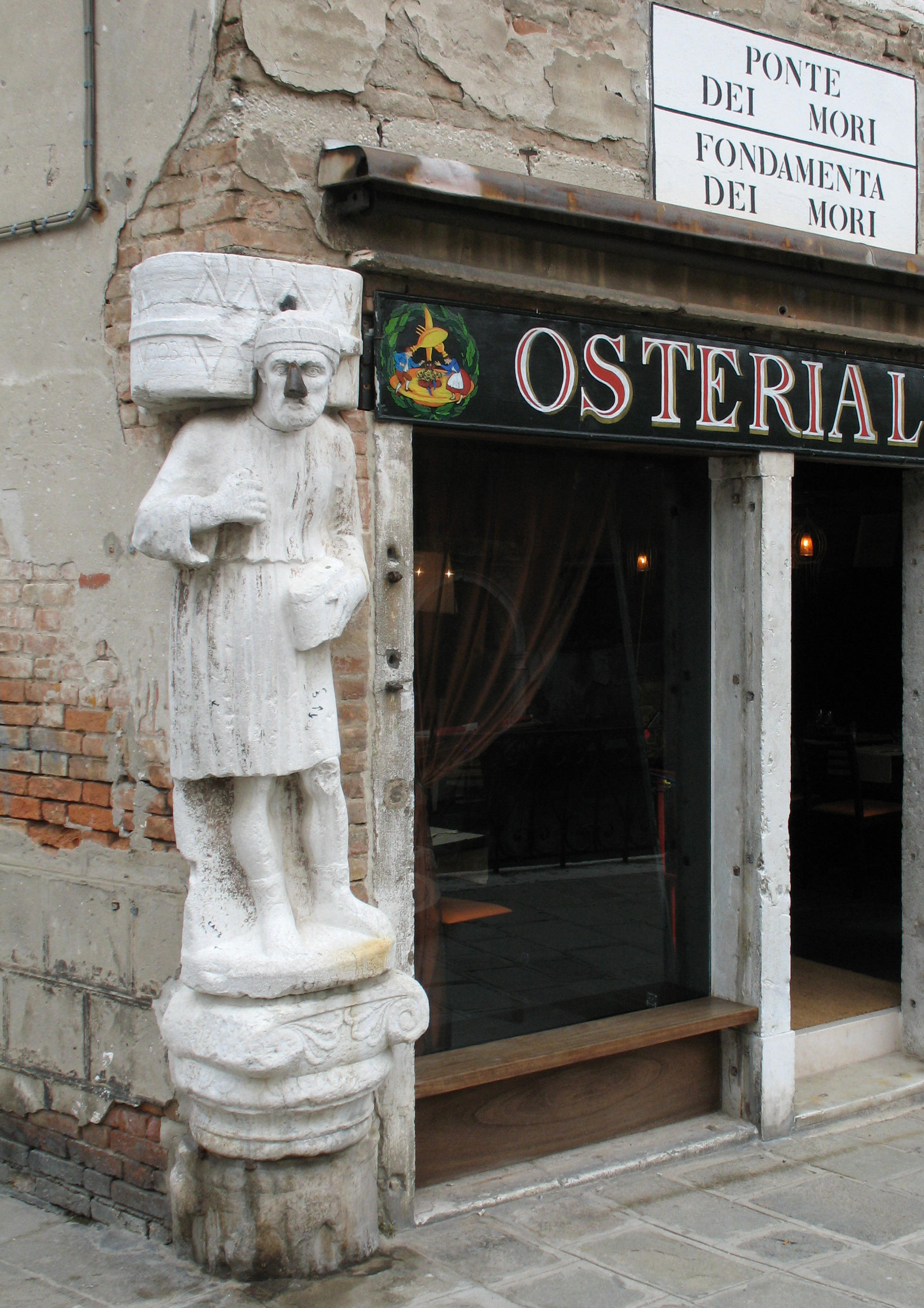
Rioba, erkennbar an seiner eisernen Nase (angebracht im 19. Jahrhundert)
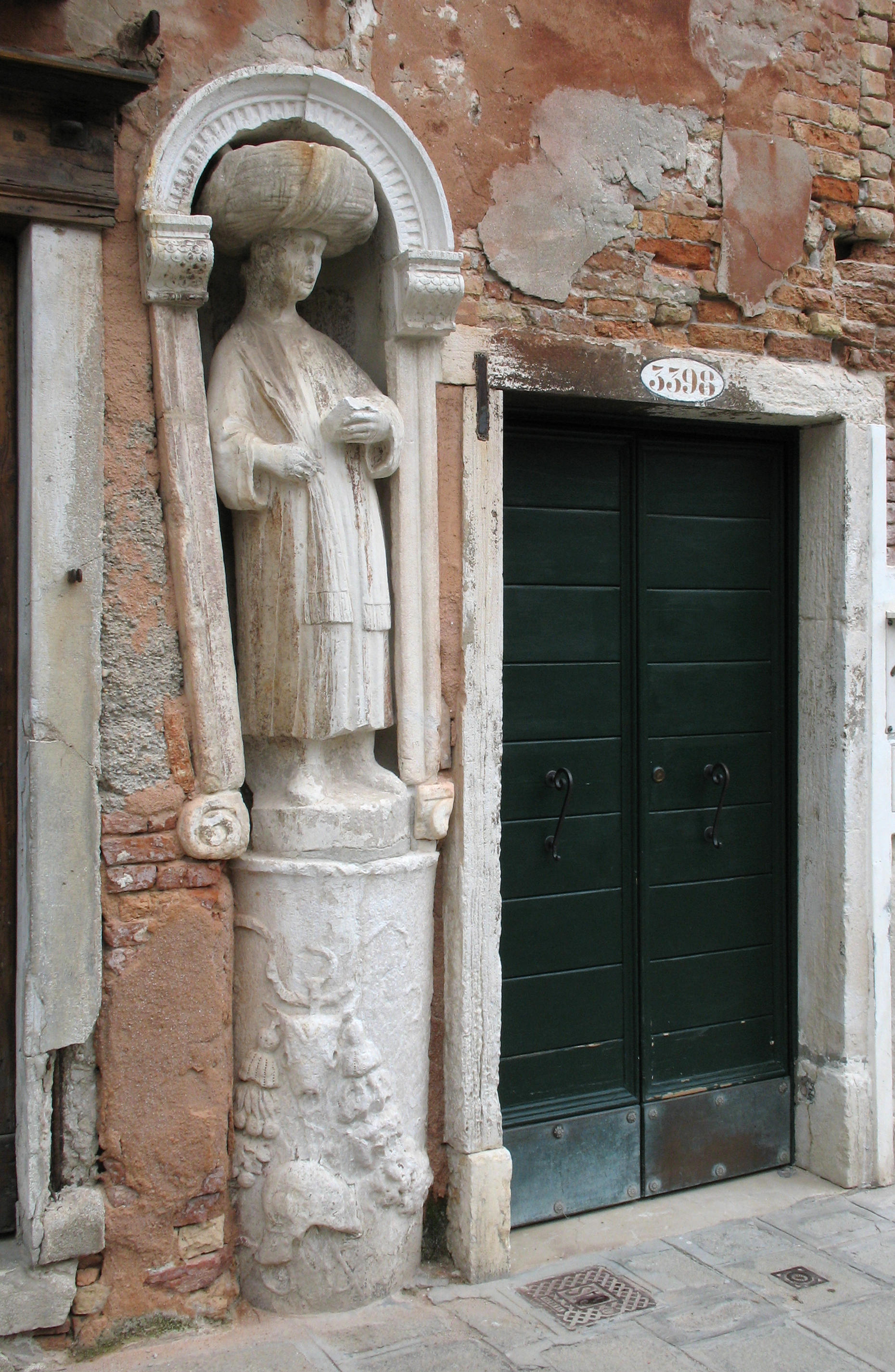
Der Diener